# Zoran Aranđelović
Zoran Aranđelović (cyr. Зоран Аранђеловић; ur. 10 października 1948) – serbski polityk, ekonomista i nauczyciel akademicki, wicepremier (1991–1993) i przewodniczący Zgromadzenia Narodowego (1993–1994).

## Życiorys
W 1971 ukończył studia ekonomiczne na Uniwersytecie w Niszu. W 1980 uzyskał magisterium na wydziale ekonomicznym Uniwersytetu w Belgradzie. Doktoryzował się z nauk ekonomicznych na macierzystej uczelni w 1983. W 1972 został nauczycielem akademickim na wydziale ekonomicznym Uniwersytetu w Niszu, doszedł do stanowiska profesora zwyczajnego. Wykładał również na innych uczelniach w państwach byłej Jugosławii. Zajął się zagadnieniami z zakresu rozwoju regionalnego, systemu gospodarczego i polityki gospodarczej.
Przez kilkanaście lat był posłem parlamentu federalnego i serbskiego. Dołączył do postkomunistycznej Socjalistycznej Partii Serbii. Od grudnia 1991 do czerwca 1993 pełnił funkcję wicepremiera w serbskim rządzie. Następnie do stycznia 1994 był przewodniczącym Zgromadzenia Narodowego. Kierował też przedsiębiorstwem tytoniom w Niszu.